# Roy Fisher
Roy Cromwell Fisher , (nacido el 16 de diciembre de 1968 (56 años) en Seattle, Washington)  es un exjugador de baloncesto estadounidense. Con 2.03 de estatura, jugaba en la posición de alero.

## Equipos
- High School. Kennedy (Renton, Washington).
- 1987-1991 University of California-Berkeley
- 1991-92 Grand Rapids Hoops. Juega 14 partidos
- 1991-1992 Tri-City Chinook. Juega 32 partidos
- 1992-1993 Tri-City Chinook
- 1993-1994 OAR Ferrol
- 1994-1995 FC Barcelona Banca Catalana
- 1995-1996 Joventut Badalona
- 1996-1997 Maccabi Ramat Gan
- 1997-1999 CB León